# Нікола Вілсон
Нікола Вілсон  (англ. Nicola Wilson; нар. 1 жовтня 1976) — британська вершниця, олімпійська медалістка.

## Виступи на Олімпіадах
| Олімпіада   | Дисципліна           | Місце   |
| ----------- | -------------------- | ------- |
| Лондон 2012 | триборство, особисті | 19 r3/4 |
| Лондон 2012 | триборство, командні | 2       |

## Зовнішні посилання
- Досьє на sport.references.com [Архівовано 16 грудня 2012 у Wayback Machine.]